# “BEE” presents TM VISIONS
『“BEE” presents TM VISIONS』（ビー・プレゼンツ・ティーエム・ビジョンズ）は、日本の音楽ユニットTM NETWORKが2004年3月31日にリリースした映像作品。限定BOX『WORLD HERITAGE DOUBLE-DECADE COMPLETE BOX』に同梱されている2枚組のDVDで、2024年現在、DVD単体での販売は無い。

## 解説
ビデオコンサート“BEE”でのみ発表されたオリジナル映像作品で、渋谷PARCO part3(1984年12月5日)、日本青年館(1985年10月31日)、中野サンプラザホール(1986年7月17日・18日)、よみうりランド・オープンシアターEAST(1986年8月23日)などで行われた初期のライブ映像や、本作のみのMVやデモ音源、メンバーによるコメントなど秘蔵映像作品となっている。

## メンバー
- 小室哲哉：キーボード
- 宇都宮隆：ボーカル
- 木根尚登：ギター

## 収録曲
(LIVE)はライブ映像、(VIDEO-CLIP)はミュージック・ビデオ

### DISC 1
1. TM VISION I
  1. QUESTIONS
  2. RAINBOW RAINBOW (PARCO LIVE)
    - 作詞：西門加里　作曲・編曲：小室哲哉

  3. QUESTIONS
  4. CARIBIANA HI!! (カリビアーナ・ハイ) (PARCO LIVE)
    - 作詞：麻生香太郎　作曲・編曲：小室哲哉

  5. JUST FOR YOU AND ME NOW (1/2の助走) (PARCO LIVE)
    - 作詞：西門加里　作曲：木根尚登　編曲：小室哲哉

  6. FANTASTIC VISION (INFORMATION)
    - 作詞・作曲・編曲：小室哲哉

  7. QUESTIONS
  8. 1974 (TV-CF~PARCO LIVE)
    - 作詞：西門加里　作曲・編曲：小室哲哉
2. TM VISION II (ACCIDENT)
  1. DRAGON THE FESTIVAL (VIDEO-CLIP)
    - 作詞・作曲・編曲：小室哲哉

  2. 8月の長い夜 (VIDEO-CLIP)
    - 作詞：三浦徳子　作曲・編曲：小室哲哉

  3. 永遠のパスポート (VIDEO-CLIP)
    - 作詞：SEYMOUR　作曲：小室哲哉・木根尚登　編曲：小室哲哉

  4. THE FACES OF TM STAFF
  5. RAINBOW RAINBOW (PARCO LIVE/INFORMATION)
    - 作詞：西門加里　作曲・編曲：小室哲哉

  6. ACCIDENT (VIDEO-CLIP)
    - 作詞：松井五郎　作曲・編曲：小室哲哉
3. TM VISION III
  1. Dragon The Festival (VIDEO-CLIP 2)
    - 作詞・作曲・編曲：小室哲哉
    - ビデオ内ではDoragon The Festivalと紹介される。

  2. ACCIDENT (VIDEO-CLIP 2)
    - 作詞：松井五郎　作曲・編曲：小室哲哉

  3. 木根尚登 第一回監督作品 『日本一のバンド男』
  4. 1974 (PARCO LIVE/INFORMATION)
    - 作詞：西門加里　作曲・編曲：小室哲哉

### DISC 2
1. TM VISION IV
  1. YOUR SONG (VIDEO-CLIP)
    - 作詞：小室哲哉　作曲：小室哲哉・木根尚登　編曲：小室哲哉

  2. YOUR SONG ジャケットスタンプ押印のお知らせ
    - ナレーションでは「12inchシングル TWINKLE NIGHT」と紹介される。

  3. TM NETWORK特製A HAPPY NEW YEAR CARDのお知らせ
  4. YOUR SONG (VIDEO-CLIP)
    - 作詞：小室哲哉　作曲：小室哲哉・木根尚登　編曲：小室哲哉

  5. FAIRE LA VISE (DRAGON THE FESTIVAL TOUR DIGEST)
    - 作詞・作曲・編曲：小室哲哉

  6. TWINKLE NIGHT (TETSUYA KOMURO FASHION SHOW)
    - 作詞：西門加里　作曲・編曲：小室哲哉

  7. 組曲　VAMPIRE HUNTER D (INFORMATION)
    - 作曲・編曲：小室哲哉

  8. 木根尚登スペシャルお休みのお知らせ
  9. ELECTRIC PROPHET (VIDEO-CLIP)
    - 作詞：小室哲哉　作曲：小室哲哉・木根尚登　編曲：小室哲哉
2. TM VISION V
  1. TETSUYA TALK 1
  2. NERVOUS (LIVE)
    - 作詞：川村真澄　作曲・編曲：小室哲哉

  3. TETSUYA TALK 2
  4. Come on Let's Dance (LIVE)
    - 作詞：神沢礼江　作曲・編曲：小室哲哉

  5. TETSUYA TALK 3
  6. All-Right All-Night (INFORMATION)
    - 作詞：小室みつ子　作曲・編曲：小室哲哉
3. TM VISION VI
  1. Bang The Gong (OPENING FILM)
    - 作曲・編曲：小室哲哉

  2. All-Right All-Night (VIDEO-CLIP)
    - 作詞：小室みつ子　作曲・編曲：小室哲哉

  3. Passenger (LIVE)
    - 作詞：西門加里　作曲・編曲：小室哲哉

  4. 8月の長い夜 (LIVE)
    - 作詞：三浦徳子　作曲・編曲：小室哲哉

  5. Maria Club (THE HISTORY FROM TM VISIONS)
    - 作詞：小室哲哉　作曲：小室哲哉・木根尚登　編曲：小室哲哉

  6. Self Control (TV CF~VIDEO-CLIP)
    - 作詞：小室みつ子　作曲・編曲：小室哲哉
4. TM VISION 0
  1. RAINBOW RAINBOW (VIDEO-CLIP)
    - 作詞：西門加里　作曲・編曲：小室哲哉

  2. 金曜日のライオン (VIDEO-CLIP)
    - 作詞・作曲・編曲：小室哲哉

  3. クロコダイル・ラップ (END ROLL)